# 日下部甲太郎
日下部 甲太郎（くさかべ こうたろう、1926年（大正15年）9月1日 - ）は、日本の環境技官・厚生官僚で、公園行政家。
環境庁参事官や公害研修所所長、日本環境協会や国立公園協会理事を務めた。長年にわたり日本の自然保護行政に携わりまた自然保護に関わる調査研究，自然とのふれあいの促進などに多大な貢献を果たした。

## 来歴
兵庫県出石町出身で東京府に移り住んだ両親のもと、東京で生まれ育つ。幼少期は体が弱かったが、昭和初期の登山ブームの中で植物や山が好きだった父親がよく山に連れていってくれたおかげで丈夫になったとしている。こうした経験から山が好きになる。
宮沢賢治への興味から東北地方にあこがれ、賢治の出身地である花巻市にも比較的近い仙台市の旧制第二高等学校に入学する。二高卒業後は一年浪人して、「森林風致論」という講義があった東京大学農学部の林学科に興味を抱き、進学した。同期は塩田敏志や前野淳一郎ら。東京大学に入学後に造園研究室に所属。当時，講師は小寺駿吉、助手は清水例であったが一年足らずで清水が辞め、鈴木忠義がその後任となる。学生の頃は、鈴木と森林利用学教室の加藤誠平の薫陶を受け、営林署でよくアルバイトをして測量や林道設計の経験を積んだという。また大学2年の夏休みには北海道庁のアルバイトで道有林のある大雪山やニセコアンヌプリなどを訪れた。それが契機となり、1951年3月の卒業後、4月に北海道庁に就職して林務部林政課に配属される。
1959年5月 厚生省に移籍し、大臣官房国立公園部計画課に勤務した。以後厚生省で、国立公園部計画課長補佐（1962年5月）・国立公園部管理課長補佐（1967年8月）と国立公園の管理部門に10年以上在籍する。1971年7月に宮内庁管理部庭園課長に転任したが、3年後の1974年10月には環境庁自然保護局計画課長となる。以降は環境庁で長官官房参事官（1978年1月）・長官官房審議官（1980年4月）・公害研修所所長（1982年5月）を務めた後、1984年9月に退官した。
退官後は1984年11月に日本環境協会専務理事に就任したのを皮切りに、国民休暇村協会常務理事（1989年11月）、国立公園協会理事長（1992年12月）と、環境保護や国立公園関連団体の役職に就く。国立公園協会では1997年7月より会長を務めた。2000年7月に国立公園協会を退職した。
このほか各種審議会（自然環境保全審議委員会・小笠原振興審議会・林政審議会・東京都公園審議会）の委員や専門委員も務めた。

## 賞歴
- 国際自然保護連合国立公園保護委員会パッカード賞（1996年）
- 日本造園学会上原敬二賞（2000年）